# جینی
جینی (به انگلیسی: Geany) یک ویرایشگر متنِ سبک و چندسکویی است که از کتابخانه آزاد سینتلا استفاده می‌کند و ویژگیهای پایه‌ای محیط‌های یکپارچه توسعه نرم‌افزار(IDE) را نیز در خود دارد. جینی برای این طراحی شده است که سرعت بالا آمدن بالایی داشته باشد و همچنین کمترین وابستگی را به کتابخانه‌ها و پکیج‌های دیگر داشته باشد. جینی برای سیستم‌عامل‌های مختلفی در دسترس است از جمله بی‌اس‌دی، لینوکس، اواس‌ده، سولاریس و ویندوز. جینی همچنین از زبان‌های برنامه‌نویسی و زبان‌های نشانه‌گذاری متعددی پشتیبانی می‌کند مانند سی، سی++, سی‌شارپ جاوا، جاوااسکریپت، پی‌اچ‌پی، اچ‌تی‌ام‌ال، لاتک، سی‌اس‌اس، پایتون، پرل، روبی، پاسکال، هسکل، ارلنگ، والا و بسیاری دیگر.
جینی یک نرم‌افزار آزاد و تحت مجوز پروانه عمومی همگانی گنو نسخه دو یا بالاتر، است.